# Ulli Arnold
Ulli Arnold (* 17. Oktober 1944 in Munderkingen) ist ein deutscher Betriebswirtschaftler.

## Leben
Arnold studierte von 1967 bis 1970 Betriebswirtschaftslehre und Handelslehramt an der Universität Erlangen-Nürnberg. Das Studium schloss er als Diplom-Kaufmann und mit der Abschlussprüfung im Fach Wirtschaftspädagogik ab. Von 1971 bis 1976 war er Wissenschaftlicher Assistent am Seminar für Betriebswirtschaftliche Marktlehre der Universität Göttingen bei Hans Knoblich. Während dieser Zeit promovierte er 1974 (Dr. rer. pol.). 1981 folgte ebenfalls in Göttingen die Habilitation für Betriebswirtschaftslehre.
Nach dreijähriger Lehrtätigkeit als Privatdozent folgte er 1984 einem Ruf als Professor für Betriebswirtschaftslehre, Absatz und Beschaffung/Marketing an der Gesamthochschule Kassel. Von 1988 bis 1992 war er Professor für Betriebswirtschaftslehre, Absatz- und Konsumwirtschaft an der Universität Würzburg. Von 1992 bis 2012 war er Professor für Betriebswirtschaftslehre, Investitionsgütermarketing und Beschaffungsmanagement an der Universität Stuttgart und dort von 2002 bis 2006 Dekan der Fakultät Wirtschafts- und Sozialwissenschaften. Seit Mitte der 1980er Jahre ging er zudem mehreren Lehraufträgen an den Universitäten Lublin (Polen), in Budapest (Ungarn), Shanghai (China) und Straßburg (Frankreich) nach.
Er ist Mitherausgeber der Zeitschriften Marktforschung & Management (M&M), The Journal of Supply Chain Management, European Journal of Purchasing and Supply Management, Logistik Management, SOCIALmanagement, Galileu Revista de Economia e Direito, International Journal of Purchasing and Materials Management Logistik Management.

## Ehrungen
- 2000: Ehrendoktor der Saratower Staatlichen Technischen Universität (Dr. h. c.)
- 2010: Bundesverdienstkreuz am Bande

## Monografien
- Betriebliche Personalbeschaffung (= Bd. 26 der Betriebswirtschaftlichen Studien),  Berlin u. a. 1975 (Dissertation Göttingen 1974).
- Strategische Beschaffungspolitik: Steuerung und Kontrolle strategischer Beschaffungssubsysteme von Unternehmen, Frankfurt und Bern 1982 (Habilitationsschrift).
- Beschaffungsmanagement, Stuttgart 1995, ISBN 978-3-7910-9181-5.
- mit Michael Eßig: Einkaufskooperationen in der Industrie, Stuttgart 1997, ISBN 978-3-7910-1067-0.

| Personendaten    | Personendaten                   |
| ---------------- | ------------------------------- |
| NAME             | Arnold, Ulli                    |
| KURZBESCHREIBUNG | deutscher Betriebswirtschaftler |
| GEBURTSDATUM     | 17. Oktober 1944                |
| GEBURTSORT       | Munderkingen                    |